# Tabernanthe iboga
Az iboga (Tabernanthe iboga) növényből vonják ki az ibogain hatóanyagot.
Gabon környékén élvezeti szerként is használják szárított növényi részeit vagyis drogját.